# Neasden Temple

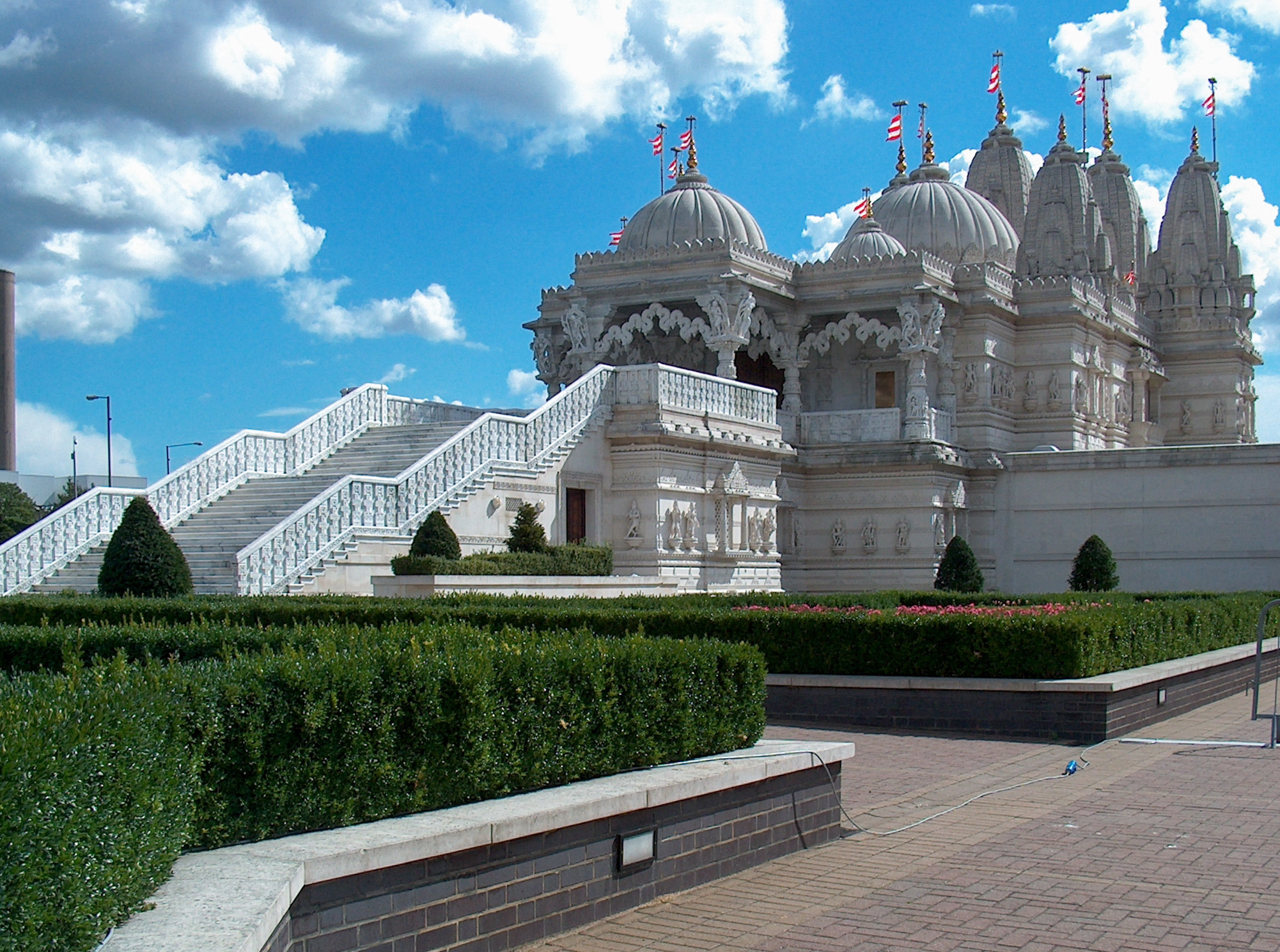
Vue du temple

Le temple Neasden (nom officiel: Shri Swaminarayan Mandir) dans le Borough londonien de Brent est le plus grand temple hindou de Grande-Bretagne après le temple hindouiste de Tividale (Midlands de l'Ouest). Il a été construit de 1992 à 1995 par le maître hindou BAPS Swaminarayan Sanstha d'Ahmedabad. Les dômes et les tourelles sont en marbre de Carrare et en calcaire bulgare; à l'intérieur des autels sont décorés de décorations florales de dieux hindous (murtis). Chacune des 26 300 pierres travaillées a un motif différent. 

## Histoire
Le temple a également été mentionné dans le Livre Guinness des Records 2000 comme étant le plus grand temple hindou en dehors de l'Inde. 

Depuis lors, il y a eu d'autres BAPS Mandir dans d'autres endroits qui sont plus grands. Le temple a été construit et financé entièrement par la communauté hindoue. Le projet a duré 5 ans au total et la construction du temple a duré 2 ans et demi. La construction a commencé en 1992 et le temple achevé a été ouvert en août 1995. En novembre 1992, la plus grande quantité de béton jamais mesurée au Royaume-Uni a été coulée. 4 500 tonnes de béton ont été coulées ici en 24 heures pour créer une dalle de fondation. La première pierre a été posée en juin 1993; le temple a été achevé deux ans plus tard. Dans la construction, aucune poutre en fer n'a été utilisée, car l'acier, selon la compréhension hindoue, émet des ondes magnétiques qui perturbent le calme de la méditation. 

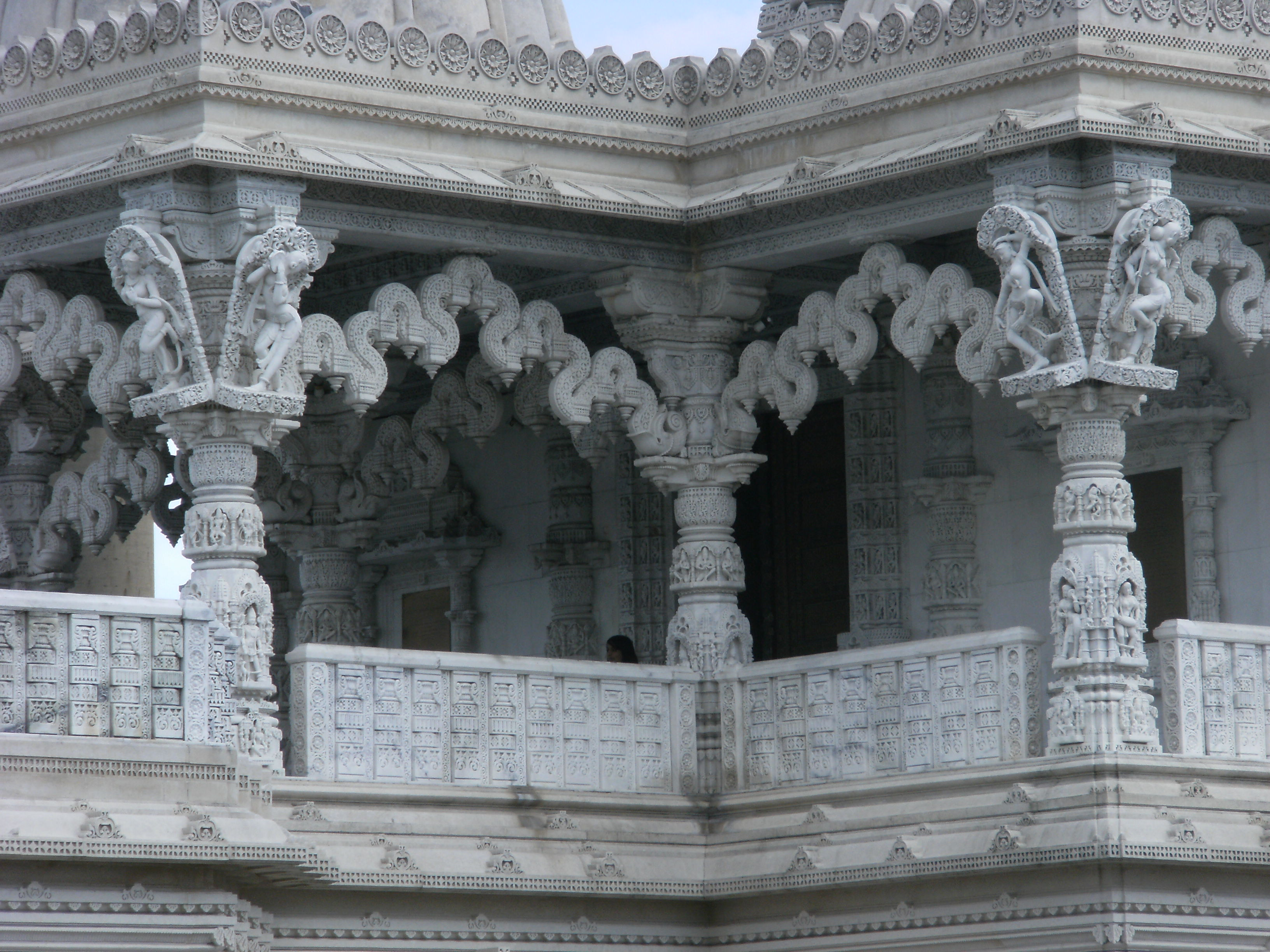
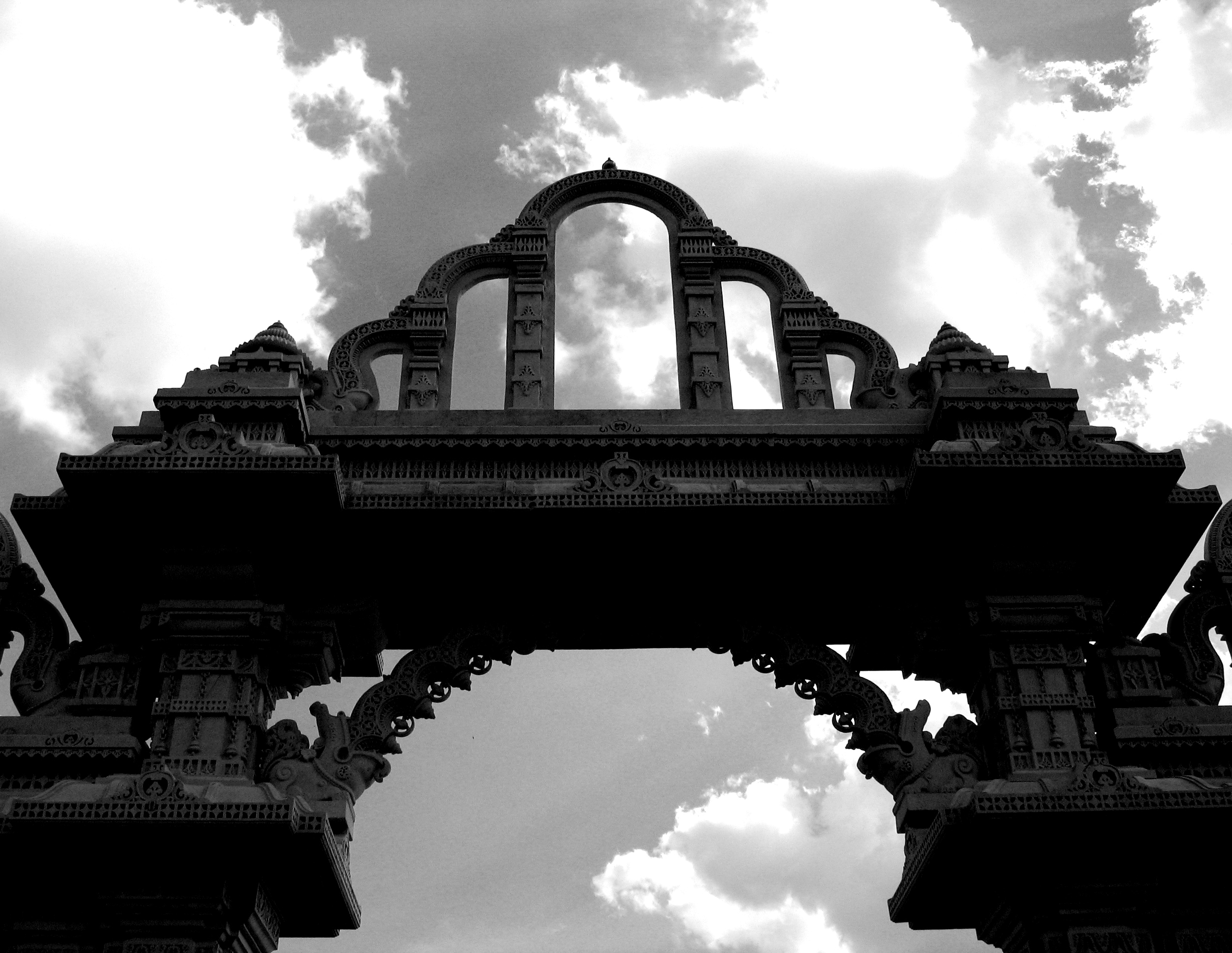
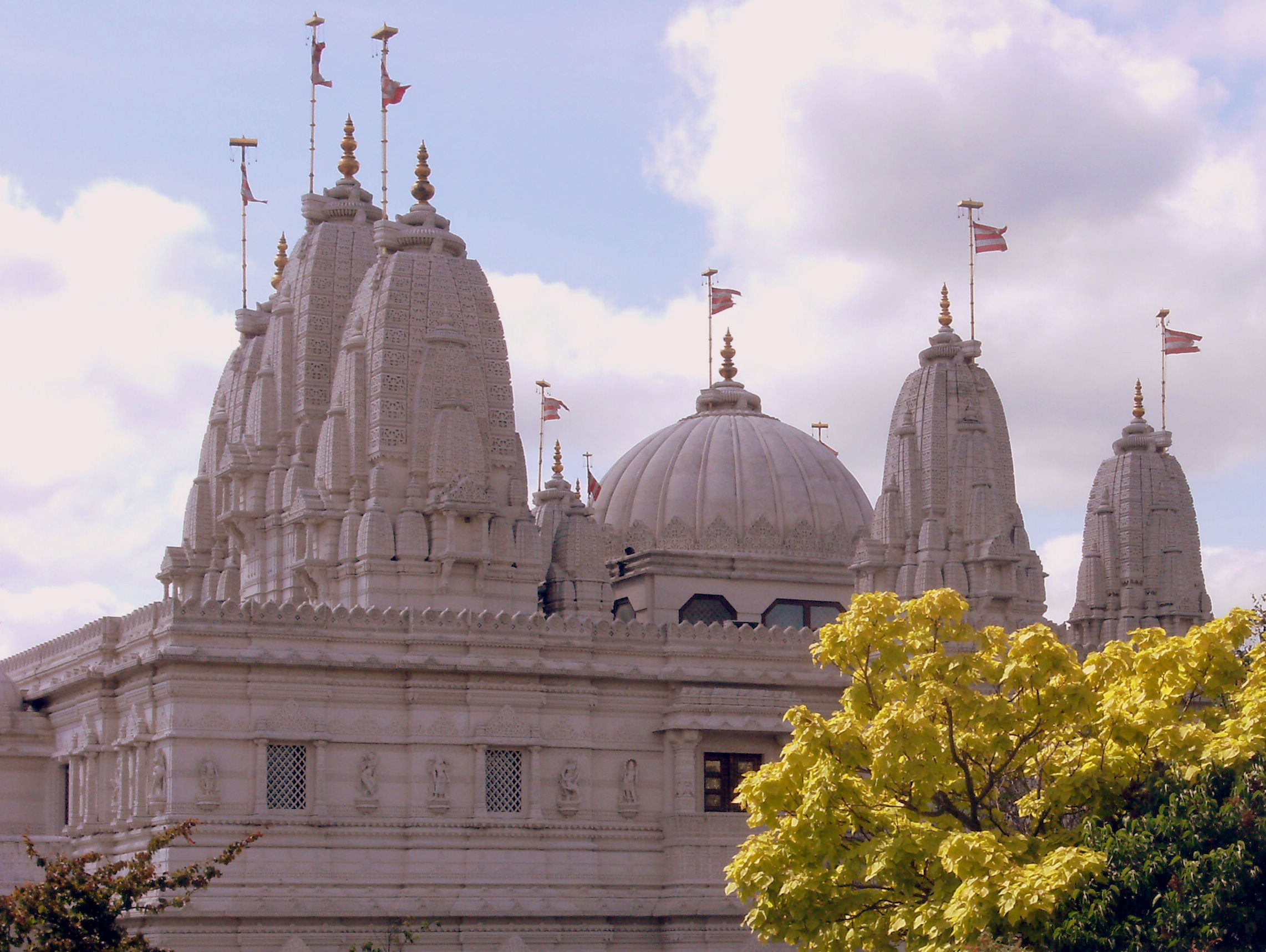
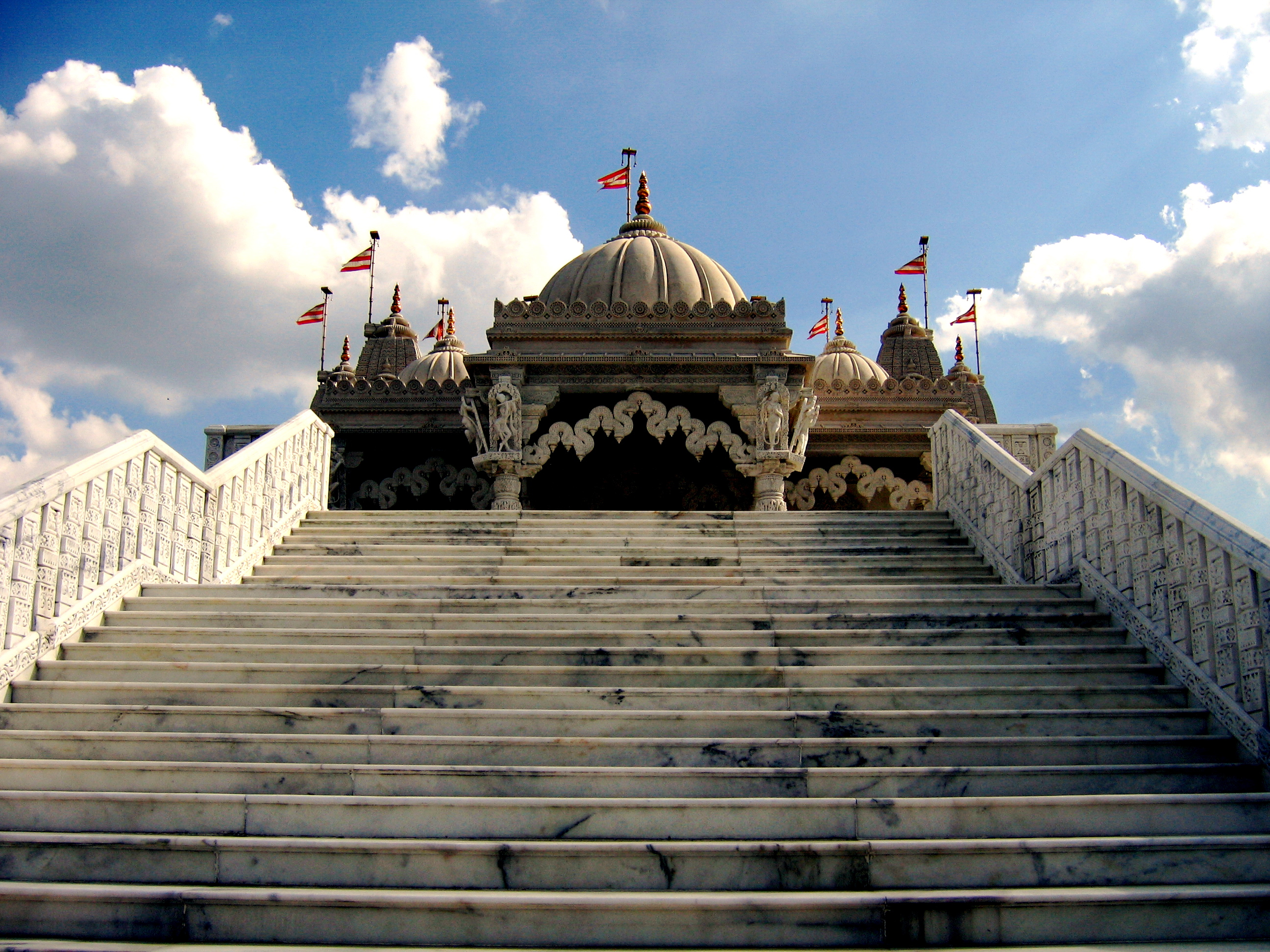